# Empis zimini
Empis zimini är en tvåvingeart som beskrevs av Igor Shamshev 2003. Empis zimini ingår i släktet Empis och familjen dansflugor.
Artens utbredningsområde är Uzbekistan. Inga underarter finns listade i Catalogue of Life.